# Woeste
De Woeste was een havezate in de buurtschap Reutum in de Nederlandse provincie Overijssel. Vanaf midden 18e eeuw werd de havezate ook wel Bellinkhof genoemd.

## Geschiedenis
Het huis Woeste werd rond 1646 gebouwd door Hendrik Krop. Hij maakte een begin met de ontginning van de woeste gronden, bouwde er het huis en werd in 1648 rentmeester van het Stift te Weerselo. Waarschijnlijk stelde hij zijn nieuwe woning als borg voor het verkrijgen van het rentmeesterschap. 

### Van Bellinchave

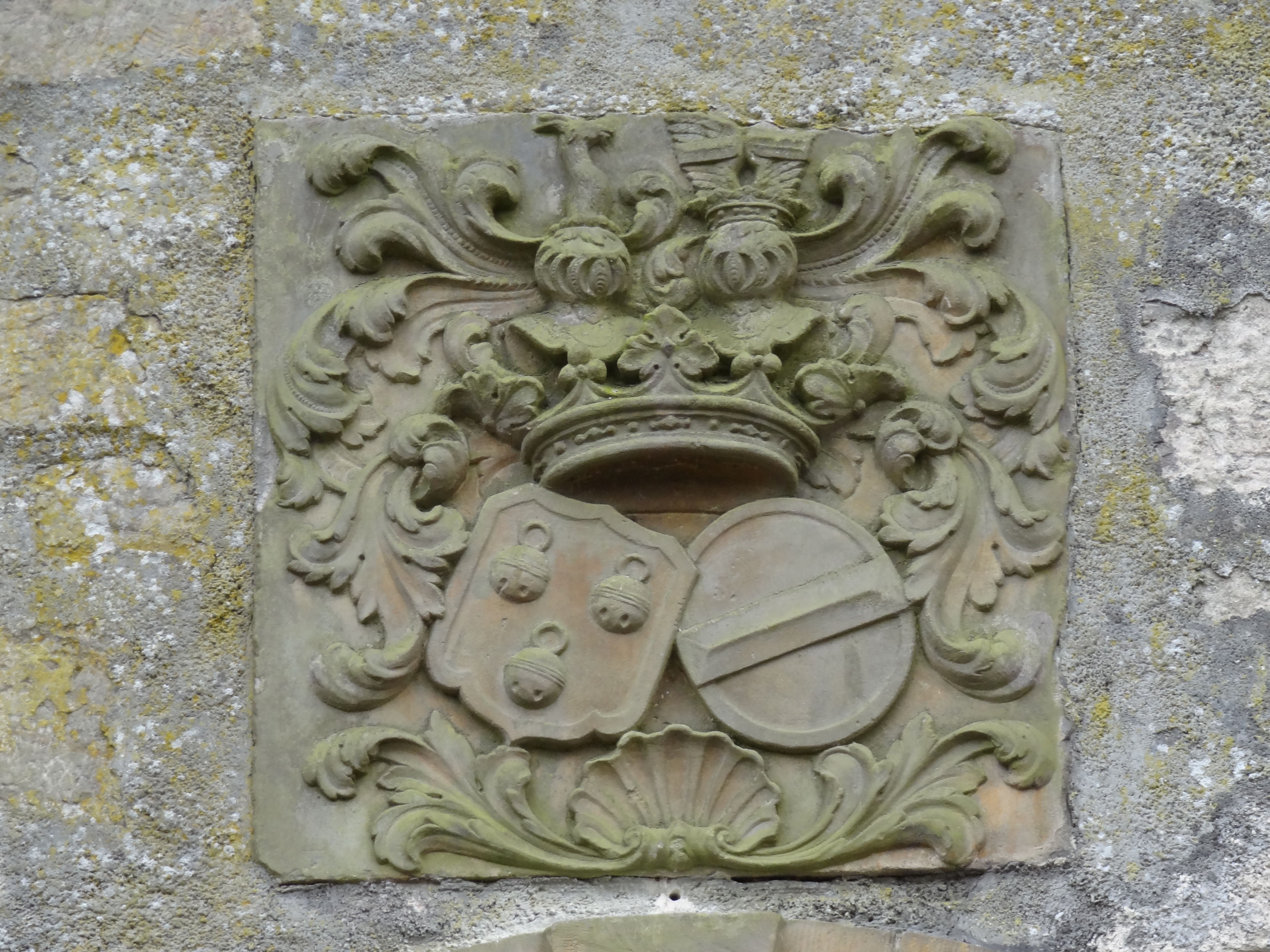
Het alliantiewapen van Otto Adolf van Bellinchave en Aleida Golda van Raesfelt

In 1660 kocht Godert van Bellinchave het huis Woeste en hij volgde Hendrik tevens op als rentmeester. Vier jaar later zou ook hij het huis gebruiken als borgstelling voor het rentmeesterschap. Goderts vader Otto was eigenaar van de havezate Bellinkhof bij Almelo maar bleek in 1662 te zijn ingetrokken bij zijn zoon op de Woeste. Zowel vader als zoon waren lid van de Ridderschap van Overijssel. 
Godert stopte in 1685 als rentmeester van het Stift. Intussen erfde hij de havezate Beerse, maar aan deze erfenis waren onkosten verbonden en dat was waarschijnlijk de reden om een tweetal leningen aan te gaan met het huis Woeste als onderpand. Goderts twee zonen konden dankzij het bezit van de diverse havezaten lid worden van de Ridderschap: Otto Adolf (†1722) dankzij de Bellinkhof en Herman Adam dankzij de Beerse. In 1701 trad Otto Adolf in het huwelijk met Aleida Golda van Raesfelt (1662-1722), met wie hij een zoon kreeg: Godert Hendrik. Het echtpaar was vermoedelijk betrokken bij verbouwingen aan het Stift, getuige hun alliantiewapen dat boven de ingang van de kerk werd aangebracht. Aleida zou uiteindelijk ook in deze kerk worden begraven.

### Havezate
Godert Hendrik erfde zowel de Woeste als de Bellinkhof en werd in 1726 lid van de Ridderschap. Twee jaar eerder was hij getrouwd met Catharina Elsabe van Heerdt en het stel kreeg een dochter: Golda Catharina Elsabe Everdina van Bellinchave (1728-1793). Zij erfde beide huizen en in 1747 werd zij met de Bellinkhof beleend. Ze trouwde een jaar later met Frédéric Louis le Vasseur de Cognée, markies De Thouars. Hij was officier in het Staatse leger en daarom woonde het echtpaar meestal in garnizoensplaatsen. Na zijn overlijden in 1756 hertrouwde Golda na een jaar met David Constantijn du Tour, eveneens een legerofficier. Hij zorgde ervoor dat in 1757 het recht op verschrijving in de Ridderschap van Overijssel werd overgezet van de havezate Bellinkhof naar het huis Woeste. In 1760 werd de Woeste tevens een leen van de provincie, terwijl de Bellinkhof juist uit de leenplicht werd gehaald. Hiermee was de Woeste dus opeens tot havezate gepromoveerd en het nam uiteindelijk zelfs de naam Bellinkhof over. 
Het echtpaar breidde hierna hun bezittingen uit, maar toen dat financieel mis liep werden ze gedwongen om de Woeste in 1780 te verkopen aan Jan Zeger Sloet (1747-1804). Zelf gingen ze wonen op het Stift en op het huis Nije Fenne in Friesland. 

### Afbraak
Jan Zeger Sloet werd in 1781 met de Woeste beleend en kon daardoor twee jaar later lid worden van de Ridderschap. Omdat hij in 1787 de havezate Grimberg aankocht en voortaan dat huis gebruikte om deel te nemen aan de Ridderschap, had hij de Woeste niet langer nodig. Het lukte hem echter niet om de havezate te verkopen en vervolgens gaf hij het huis met de landerijen in beheer aan de houtvester van Twente, Jan Everhard Lamberts, die woonachtig was op het Stift. 
In 1795 maakte de Omwenteling een einde aan het feodale stelsel. Sloet kon drie jaar later de leenhorigheid afkopen en kreeg daardoor de mogelijkheid om het goed Woeste op te splitsen in losse percelen en die te verkopen. Het huis zelf werd nog vóór 1800 afgebroken. Sloet overleed in 1804, waarna zijn erfgenamen de bezittingen lieten veilen om zo de schulden te kunnen voldoen. Houtvester Lamberts kocht bij de veiling onder andere het voormalige huisperceel aan. 
Lamberts overleed in 1809. Nadat zijn vrouw Johanna Brilman in 1820 was gestorven, kreeg hun dochter Anna Margaretha de goederen van de Woeste  in eigendom. Op het goed werd een boerderij gebouwd die de naam Bellinkhof kreeg. Overigens lag deze boerderij net over de gemeentegrens en dus in Weerselo. De boerderij werd verpacht. 
Het goed vererfde naar de familie Wilmink, totdat Rudolf Wilmink in 1893 ongehuwd overleed en het goed werd geveild. De diaconie van de Tubbergse hervormde gemeente kocht nu de erve Bellinkhof, inclusief de voormalige huisplaats van de havezate. In 1921 kon Hendrikus Veneklaas, de pachter van de boerderij, de goederen aankopen. Zijn erfgenamen bleven hierna in bezit van de boerderij. 

## Beschrijving
Het omgrachte huis zal rond 1646 zijn gebouwd. Het omringende land bestond uit woeste gronden, waar het huis vermoedelijk ook zijn naam Woeste aan ontleende. Het huis was waarschijnlijk een aanzienlijk gebouw, want het in 1675 voor het haardstedengeld aangeslagen voor vier vuursteden. Op dat moment werd het huis door vier mensen bewoond.
Bij de belening aan Jan Zeger Sloet in 1781 werd de havezate omschreven als een herenhuis met bouwhuizen, bijgebouwen, landerijen en weilanden. Tevens behoorden vier katersteden tot het bezit van de havezate.
Er zijn geen zichtbare restanten van de havezate bewaard gebleven.
Huis Almelo · Backenhagen · Bellinckhof · Beugelskamp · Beverfeurde · Hof te Boekelo · Borgbeuningen · Brecklenkamp · Huis Diepenheim · Dubbelink · Eeshof · Elsen · Everlo · Eversberg · Grimberg · Grotenhuis · Hagmeule · Heeckeren · Huis Hengelo · Herinckhave · Hoikink · Kevelham · Nijenhuis · Noorddeurningen · Oldemeule · Oldenhof · Olidam · Oosterhof · Huis te Ootmarsum · Pekkedam · Huis Saasveld · Scherpenzeel · Singraven · Stoevelaar · Twickel · Warmelo · Weemselo · Wegdam · Weldam · Weleveld · Westerflier · Woeste